# Judy Budnitz
Judy Budnitz (ur. 1973 w Atlancie, stan Georgia) – amerykańska powieściopisarka, autorka opowiadań.
Dorastała w Atlancie. Ukończyła studia na Harvardzie oraz New York University. W swojej twórczości chętnie posługuje się elementami fantastycznymi, nawiązującymi do konwencji realizmu magicznego. W 1998 wydała debiutancki zbiór opowiadań Flying Leap, rok później ukazała się jej pierwsza powieść Gdybym ci kiedyś powiedziała (If I Told You Once), na poły baśniowa saga rodzinna, napisana z perspektywy czterech pokoleń kobiet. Na język polski przetłumaczono także drugi tom opowiadań Budnitz, zatytułowany Ładne duże amerykańskie dziecko (Nice Big American Baby).

## Twórczość
- Flying Leap (1998)
- Gdybym ci kiedyś powiedziała (If I Told You Once 1999)
- The Year's Best Fantasy and Horror Twelfth Annual Collection (1999)
- Ładne duże amerykańskie dziecko (Nice Big American Baby 2005)
- The Better of McSweeney's Volume One - Issues 1 -10  (2005)
- The Best American Non Required Reading (2006)

## Nagrody
- 2000: Orange Prize
- 2000: Edward Lewis Wallant Award
- 2005: Lannan Literary Awards